# Борн, Иван Мартынович
Иван Мартынович Борн (нем. Johann Georg Born; 20 сентября 1778, Везенберг — 13 сентября 1851, Штутгарт) — российский литератор, переводчик, публицист и педагог.

## Биография
Получил образование в гимназии при Петербургской Академии наук, где учился с 1794 года. После окончании гимназии работал корректором в академической типографии и начал давать частные уроки. В 1803 году был принят учителем (затем был старшим учителем) русского языка в Главном немецком училище Св. Петра, где проработал до 1809 года, когда его сменил на этой должности Н. И. Греч.
В 1801 году совместно с группой выпускников академической гимназии стал инициатором создания литературного общества, которое после высочайшего утверждения в 1803 году стало именоваться «Вольное общество любителей словесности, наук и художеств». В 1803—1805 годах был председателем этого общества, которое собиралось на его казённой квартире в здании Петришуле. Общество выпускало литературные альманахи, в том числе «Свиток муз» и «Санкт-Петербургский вестник». И. М. Борн принимал в них самое активное участие, помещая свои статьи и стихотворения.
В 1808 году им было издано «Краткое руководство к Российской словесности» — один из самых первых учебников русского языка, заключающий в себе грамматику, краткие правила риторики, пиитики и историю русской литературы.
В 1809 году Борн был приглашён домашним учителем русского языка к принцу Георгию Ольденбургскому, а затем, после его смерти, стал личным секретарём его вдовы, великой княгини Екатерины Павловны и наставником их детей. После вторичного её брака с наследным принцем вюртембергским Вильгельмом, последовал за ней в Германию; жил в Штутгарте, затем в Ольденбурге. Здесь, за границей, в 1814 году был посвящён в масонскую ложу «Zur Einigkeit» (К Единству) во Франкфурте-на-Майне.
Числился на русской службе по Коллегии иностранных дел в чине статского советника. После смерти принца Александра Ольденбургского вместе с его младшим братом возвратился в Петербург. В 1830 году вышел в отставку. В последующие годы много путешествовал.
С 1844 года постоянно жил в Штутгарте, где и умер 13 сентября 1851 года; был похоронен на местном кладбище.